# Duchowa Górka
Duchowa Górka (399 m) – wzniesienie w Paśmie Szpilówki na Pogórzu Wiśnickim. Znajduje się w obrębie miejscowości Lipnica Dolna u północnych podnóży Pasma Szpilówki.
Szczyt i większość stoków Duchowej Góry porasta las, jedynie północne podnóża to pola uprawne.